# Czesław Krug
Czesław Stefan Krug (ur. 6 stycznia 1904 w Warszawie, zm. 11 kwietnia 1981 tamże) – polski piłkarz i trener, działacz sportowy, wiceprezes PZPN, wieloletni selekcjoner reprezentacji Polski.

## Życiorys
Przed wojną działacz w Varsovii i Polonii, po wojnie udzielał się w Arkonii Szczecin i Warszawiance. Pracownik GKKF (1954–1956) i PKOl (1959–1964). W PZPN szef komisji gier (1934–1937), przewodniczący Wydziału Gier i Dyscypliny (1937–1939), wiceprezes (1947–1953, 1956), członek zarządu (1956–1957, 1959–1963). Członek zarządu Ligi (1946).
W 1959 objął samodzielną funkcję selekcjonera reprezentacji Polski. Na igrzyskach w Rzymie odpadł z drużyną po fazie grupowej przegrywając mecze z Danią i Argentyną. Pochowany na cmentarzu Powązkowskim w Warszawie (kwatera 279-2-15).

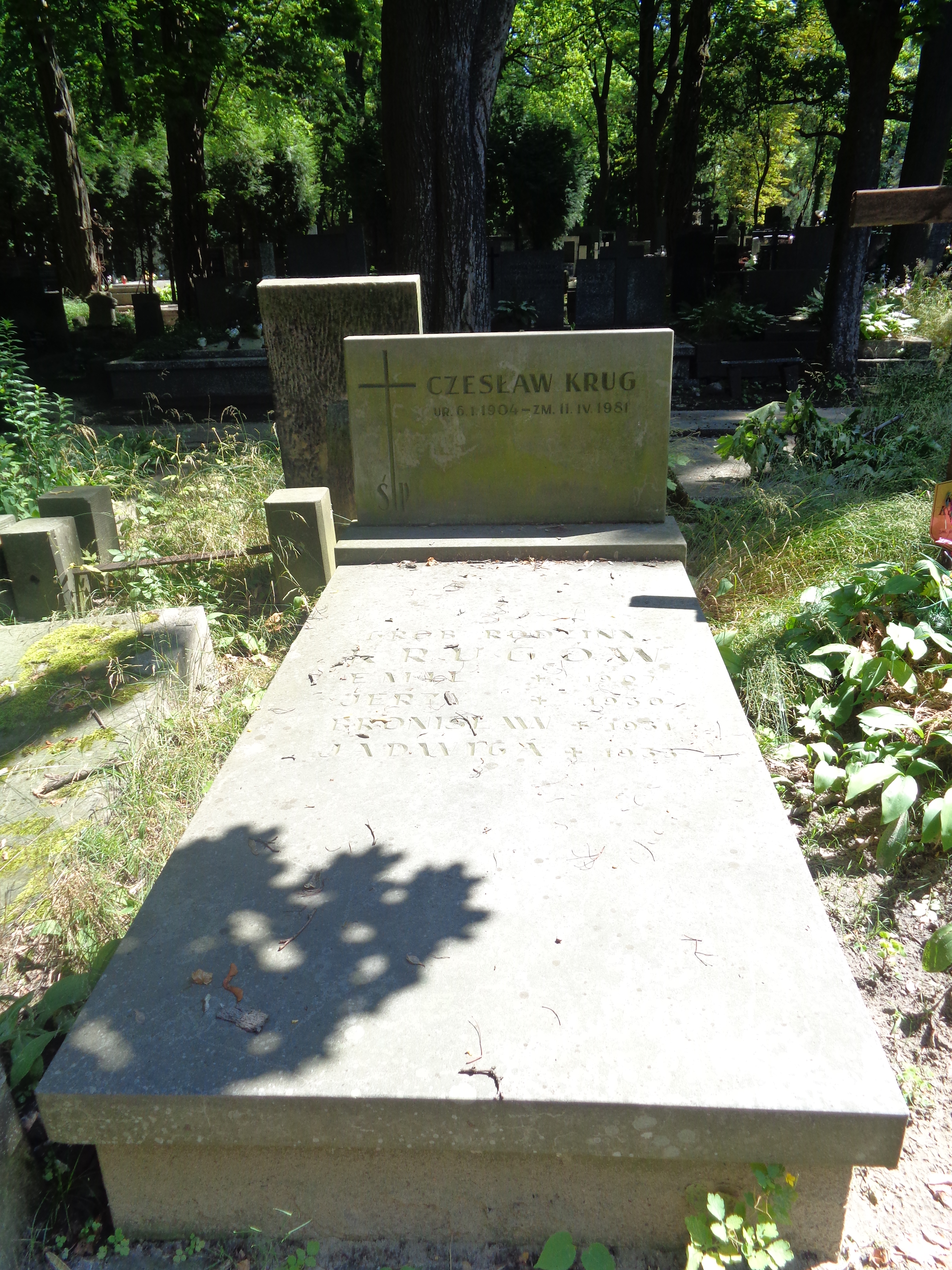
Grób Czesława Kruga na Cmentarzu Powązkowskim